# Ron Ashton
Ron Ashton (Kanada, Saskatchewan, Saskatoon, 1954. május 8. –) kanadai profi jégkorongozó.

## Karrier
Komolyabb junior karrierjét a Western Canadian Hockey League-ben a Saskatoon Bladesben kezdte 1971-ben. Ebben a csapatban 1974-ig játszott. Az 1974-es NHL-amatőr drafton a Minnesota North Stars választotta ki az 5. kör 78. helyén. Szintén kiválasztotta őt a Winnipeg Jets az 1974-es WHA titkos drafton a 2. kör 27. helyén és az 1974-es WHA-amatőr drafton a 4. kör 53. helyén. A National Hockey League-ben sosem játszott. Felnőtt pályafutását a World Hockey Associationben, a Winnipeg Jetsben kezdte 1975-ben. 36 mérkőzés után a Southern Hockey League-be került és a Roanoke Valley Rebelsben játszott tovább. 1977-ig maradt ebben a ligában és további két csapatban volt kerettag: Tidewater Sharks, Winston-Salem Polar Twins. Végül ez a liga 1977. január 7-én megszűnt. 1978-ban még 1 mérkőzést játszott az International Hockey League-ben, a Port Huron Flagsben, majd visszavonult.
Testvére, Brent Ashton szintén profi jégkorongozó, aki az NHL-ben is játszott.